# Tirilazad
Tirilazad là một loại thuốc đã được đề xuất để điều trị đột quỵ thiếu máu cục bộ cấp tính. Khi thử nghiệm trên mô hình động vật, tirilazad có tác dụng bảo vệ mô não và giảm tổn thương não. Tuy nhiên, loại thuốc này không thể điều trị và thậm chí còn làm nặng thêm đột quỵ khi nghiên cứu trên người.

## Cách dùng trong điều trị đột quỵ
Tirilazad hiện không có sử dụng trong điều trị lâm sàng đột quỵ.